# Paint.net
paint.net (anteriormente e às vezes ainda estilizado como Paint.NET) é um programa de computador gratuito e open-source utilizado na manipulação e edição de imagem e fotografia. Foi escrito para a plataforma .NET Framework (daí o nome .NET) e pode ser executado nas versões Microsoft Windows que suportem .NET (Windows XP e superiores) e necessita do .NET Framework instalado no sistema. Pode também ser usado no Linux através do projeto Mono. 

## História
O programa teve origem em um projeto de ciência da computação na Washington State University (WSU) em 2004. Foi escrito em C# e desde o início com o código fonte aberto (open-source).
O paint.net foi concebido com objetivo inicial de ser uma alternativa com mais recursos ao Paint que acompanha todas as versões do Windows. O projeto recebeu apoio e patrocínio da Microsoft que oferecia assistência e suporte nas ferramentas de desenvolvimento. Isso motivou rumores de que o paint.net iria substituir o Paint no Windows Vista mas foi desmentido pelos autores e mais tarde pela própria Microsoft.
Ao longo dos anos muitos recursos foram adicionados, o projeto cresceu bastante deixando o paint.net mais robusto que acabou se tornando uma alternativa ao Photoshop por trabalhar com camadas, filtros e ter um sistema de plugins.
Rick Brewster, um dos responsáveis pelo projeto disse em seu weblog que a versão 1.0 foi escrita "em 4 meses e tinha 36.000 linhas de código" . Uma versão mais atual, (v3.08), contém aproximadamente 140.000 linhas de código. Em maio de 2006 o programa atingiu a marca de 2 milhões de cópias (downloads) , com uma média de 180.000 cópias por mês .

### Conversão para Mono
Miguel de Icaza converteu parcialmente o paint.net para Mono, uma implementação em código aberto do Common Language Infrastructure na qual o Microsoft.NET se baseia. Possibilitou assim executar o programa em Linux ou outras plataformas suportadas pelo Mono. Apesar do estado incompleto da conversão e da não disponibilidade de arquivos binários (executáveis), a funcionalidade da conversão fez Icaza acreditar na viabilidade do projeto tendo em vista o pouco tempo e esforço necessário para esta primeira tentativa.  Em maio de 2007, iniciou oficialmente um projeto para conversão.

## Melhorias no paint.net
- v3.5.10 (Estável)
  - Esta atualização corrige algumas teclas de atalho para o recurso View -> comando Tamanho real.

- v4.0 (Estágio de desenvolvimento)
  - Esta versão está muito longe de ser lançada, mas o seu desenvolvimento já foi iniciado. Para as últimas informações sobre os últimos desenvolvimentos ocorridos, pode-se conferir no blog [8] do paint.net.
  - Recursos previstos para a versão 4.0 inclui uma nova interface, extensibilidade melhorada, sistema de escova, as seleções macio e camadas de ajuste foram melhoradas. As melhorias no modelo de aplicação e mecanismo de renderização também deve habilitar recursos como texto e efeito camadas. A data limite para o lançamento desta versão é no inicio de 2012.

## Plugins
O paint.net é compatível com plugins que acrescentam funcionalidades como ajustes de imagens, efeitos e suporte a diferentes formatos de arquivos. Dentre os plugins disponíveis estão suporte ao formato de arquivo de ícones ICO, cursores CUR, e suporte parcial ao formato PSD utilizado no Adobe Photoshop. O tipo de plugin mais disponível é o que adicionam efeitos de tratamento de imagem ao programa, variam de simples conversores de imagens em texturas, adição de ruído, esfumaçamento e renderização em formas e padrões. Um plugin, CodeLab, permite escrever novos plugins e ver os resultados instantaneamente. Muitos dos efeitos incluídos no programa eram originalmente plugins.

## Requisitos do sistema
- Windows 8 / 8.1;
- Windows 7 (Recomendado);
- Windows Vista (SP1/SP2);
- Windows XP (SP3);
- Processador de 800MHz ou superior (recomenda - se Dual-core);
- 512 MB de memória RAM
- resolução de tela de no mínimo 1024 x 768;
- 200 MB de espaço livre em disco.